# Ernst von Weyrauch
Ernst Karl Georg Valentin Weyrauch, ab 1888 von Weyrauch (* 5. August 1832 in Neukirchen; † 10. Februar 1905 in Marburg) war ein zunächst kurhessischer später preußischer Beamter sowie konservativer deutscher Politiker.

## Leben
Ernst Weyrauch studierte Rechtswissenschaften in Marburg und Berlin. Während seines Studiums wurde er 1851 Mitglied der Alten Marburger Burschenschaft Franconia. Anschließend trat er in den kurhessischen Justizdienst ein, wechselte aber bald in den Verwaltungsdienst. So war er 1862 Assessor beim Landratsamt in Marburg. Ein Jahr später war er „Hilfsarbeiter“ (eine Art Assistent) im Innenministerium. Im Jahr 1865 wurde Weyrauch zum Generalsekretär des kurhessischen Staatsministeriums beauftragt. Außerdem gehörte er dem Geheimen Zivilkabinett an. Im Jahr 1866 wurde Weyrauch zum Legationsrat und vortragenden Rat im Außenministerium und im kurfürstlichen Hausministerium ernannt. In dieser Eigenschaft trat er für eine Annäherung an Preußen ein. In der Zeit der Besetzung des Kurfürstentums durch Preußen 1866 zog sich Weyrauch zurück.
Nach der vollzogenen Annexion trat er in den preußischen Staatsdienst ein. Im Jahr 1868 wurde er Landrat des Kreises Kassel. Im Jahr 1881 wurde er Konsistorialpräsident in Kassel. Als solcher war er verantwortlich für die Vereinigung der bislang drei evangelischen Kirchengemeinschaften der Evangelischen Landeskirche in Hessen-Kassel in eine Konföderation. Ab 1883 leitete er das Vereinigte Konsistorium in Kassel.
Politisch hatte er sich bereits 1876 an der Gründung der Deutschkonservativen Partei beteiligt. Für diese Partei saß er zwischen 1879 und 1882 für den Wahlkreis Kassel-Witzenhausen im Preußischen Abgeordnetenhaus. Dem Reichstag gehörte er von 1887 bis 1891 für den Reichstagswahlkreis Regierungsbezirk Kassel 2 an.
Im Jahr 1891 wurde Weyrauch zum Unterstaatssekretär im preußischen Kultusministerium ernannt.
Am 5. Mai 1888 wurde Weyrauch in den preußischen Adelsstand erhoben. Außerdem erhielt er 1889 die Ehrendoktorwürde der Universität Marburg und 1894 die der Universität Königsberg.
Weyrauch war Sohn des Rektors Kaspar Weyrauch und dessen Ehefrau Karolin, geborene von und zu Löwenstein; er war verheiratet mit Sophie, geborene von Trott zu Solz. Das Paar hatte eine Tochter:
- Mathilde Karoline Frederike Agnes Sophie (* 20. Februar 1864) ⚭ 1890 Dr. Heinrich Bonhoff (* 3. April 1864; † 28. Februar 1940), Professor der Hygiene in Marburg